# Джей та Мовчазний Боб: Перезавантаження
«Джей та Мовчазний Боб: Перезавантаження» (англ. Jay and Silent Bob Reboot) — американська кінокомедія 2019 року режисера, сценариста, режисера монтажу та актора Кевіна Сміта. Звертаючись до свого фільму 2001 року «Джей і мовчазний Боб завдають удару у відповідь», Сміт описав його як «буквально той самий клятий фільм знову». Він став сьомою стрічкою у всесвіті View Askewniverse. У ньому знімались Джейсон Мьюз, Джейсон Лі, Браян О'Голлоран, Бен Аффлек і Метт Деймон. Стрічка вийшла у США 15 жовтня 2019 року.

## У ролях
| Актор             | Роль                    |
| ----------------- | ----------------------- |
| Джейсон Мьюз      | Джей / Хронік           |
| Кевін Сміт        | Боб                     |
| Гарлі Квінн Сміт  | Міллі                   |
| Апарна Бріель     | Джихад                  |
| Шеннон Елізабет   | Джастіс                 |
| Браян О’Галлоран  | Данте Гікс / Грант Гікс |
| Джейсон Лі        | Броді Брюс              |
| Бен Аффлек        | Голден МакНейл          |
| Розаріо Довсон    | Реджі Фолкен            |
| Джой Лорен Адамс  | Алісса Джонс            |
| Дженніфер Швалбах | Міссі                   |
| Крейг Робінсон    | суддя                   |
| Ден Фоґлер        | аферист                 |
| Френкі Шоу        | прокурор                |
| Кріс Гемсворт     | камео                   |

## Виробництво
Після релізу «Клерки 2» часто з'являлися новини про інші фільми, які вийдуть у всесвіті View Askewniverse; до них можна віднести стрічки «Клерки» та «Тусовщики з супермаркету». У 2017 році Кевін Сміт підтвердив, що проєкти були скасовані з кількох причин, але оголосив, що написав новий сценарій про Джея та Мовчазного Боба під назвою «Джей і Мовчазний Боб: Перезавантаження». Сценарій вже був закінчений, виробництвом займеться Miramax. 25 січня 2019 року було оголошено, що Saban Films придбала права на розповсюдження фільму спільно з Universal Pictures. Це перший фільм у View Askewniverse, який не продюсує Скотт Мосьє.

### Знімання
Початок знімання був запланований на літо 2017 року, але потім був перенесений на серпень 2018 року, а тоді на листопад того ж року. Після різних затримок знімання нарешті розпочали 25 лютого 2019 року в Новому Орлеані, рівно через рік після того, як Сміт переніс масштабний і майже смертельний серцевий напад.
Під час знімання Сміт випустив щотижневий документальний фільм «Шлях до перезавантаження», де показав, що знімалося протягом тижня.
Виробництво завершилося 27 березня 2019 року, після 21 дня зйомок, стільки ж Сміту було потрібно для знімання стрічки «Клерки» 26 років тому.

### Кастинг
Про участь Мьюза та Сміта було відомо ще з анонсу фільму. Ролі також отримали Ральф Гарман, Грант Гастін, Том Кавана, Method Man, Redman, Кріс Джеріко, Марк Бернардін, Ніколас Кейдж, Моллі Шеннон, Кріс Гемсворт, Росаріо Довсон, Адам Броуді, Ден Фоглер, Томмі Чонг, Браян Квін, Карруче Тран і Роберт Кіркман.
Спочатку автор коміксів Стен Лі мав грати самого себе, але через його смерть 12 листопада 2018 року Лі отримає данину в рамках фільму в магазині коміксів Броді Брюса.

## Випуск
Фільм вийшов 15 жовтня 2019 року в рамках двох показів Fathom Events, що дало обмежений випуск плаката до фільму, а другий і останній показ від Fathom був продемонстрований 17 жовтня разом також зі «Джей і мовчазний Боб завдають удару у відповідь».
Після показів Fathom Events Кевін Сміт здійснив тур по США, протягом якого представив стрічку і дав відповіді на питання. Роудшоу розпочалося 19 жовтня в Есбері Парку, штат Нью-Джерсі і закінчилося 12 грудня в Лос-Анджелесі, штат Каліфорнія. Тур також буде проходити в інших країнах приблизно на початку 2020 року.